# Symplocos oranjeensis
Symplocos oranjeensis är en tvåhjärtbladig växtart som beskrevs av A. Brand. Symplocos oranjeensis ingår i släktet Symplocos och familjen Symplocaceae. Inga underarter finns listade i Catalogue of Life.